# 1997년 FIFA 컨페더레이션스컵 결승전
1997년 FIFA 컨페더레이션스컵 결승전(영어: 1997 FIFA Confederations Cup Final)은 1997년 12월 21일에 1997년 FIFA 컨페더레이션스컵의 우승 팀을 가리기 위해 열린 경기이다. 사우디아라비아 리야드에 위치한 킹 파흐드 국제경기장에서 열렸으며, 브라질와 오스트레일리아가 맞붙었다.